# Carmen de Pinillos
Carmen Torres Calderón de Pinillos (Trujillo, 1909 - Nueva York, 1943) fue una escritora, editora y traductora peruana.

## Biografía
Se inició en la literatura al abandonar el convento donde fue educada. Posteriormente se mudó cerca de Lima, junto a su acaudalado marido. Cuando la pareja perdió la fortuna que tenían, se convirtió en editora de moda de una revista bimensual, Ilustración Peruana, y luego en editora de una revista para niños. La pequeña revista tuvo un éxito sin precedentes, y finalmente intentó escribir artículos originales y traducir novelas francesas e italianas para los diarios. Pinillos nunca usó su propio nombre prefiriendo utilizar seudónimos masculinos. Cuando murió el director de Ilustración, Pinillos ocupó su lugar, editando la revista durante un año, pero aún en secreto. Más tarde la revista fue descontinuada. Al no ver un futuro literario para sí misma en su propio país, Pinillos migró junto a su hija a los Estados Unidos, donde preveía mejores perspectivas laborales.
Su trabajo comenzó en la ciudad de Nueva York con Butterick Publishing Company, en la edición en español de su hoja de moda. Luego hizo traducciones, tanto de artículos periodísticos como de folletos publicados por el Fondo Carnegie para la Paz Internacional. Editó la Revista del Mundo, la edición en español de The World's Work antes de convertirse en editora de Inter America. Continuó traduciendo ficción contemporánea al español, incluida una traducción de los cinco volúmenes de Historia de la guerra del mundo de Frank Simonds. Representó a la Asociación Americana para la Conciliación Internacional en la Organización de los Estados Americanos.